# Kanton Saint-Lô-2
Kanton Saint-Lô-2 (fr. Canton de Saint-Lô-2) je kanton v departementu Manche v regionu Normandie ve Francii. Byl vytvořen při reformě kantonů v roce 2014 seskupením 16 obcí a části města Saint-Lô. V květnu 2016 ho tvořilo 13 obcí (vzhledem k procesu slučování některých obcí) a část města Saint-Lô.

## Obce kantonu
- Saint-Lô (část)
- Bourgvallées [p 1]
- La Barre-de-Semilly
- Baudre
- Canisy
- Carantilly
- Dangy
- La Luzerne
- Le Mesnil-Herman
- Quibou
- Saint-Ébremond-de-Bonfossé
- Saint-Martin-de-Bonfossé
- Sainte-Suzanne-sur-Vire
- Soulles